# 科利奧蘭納斯

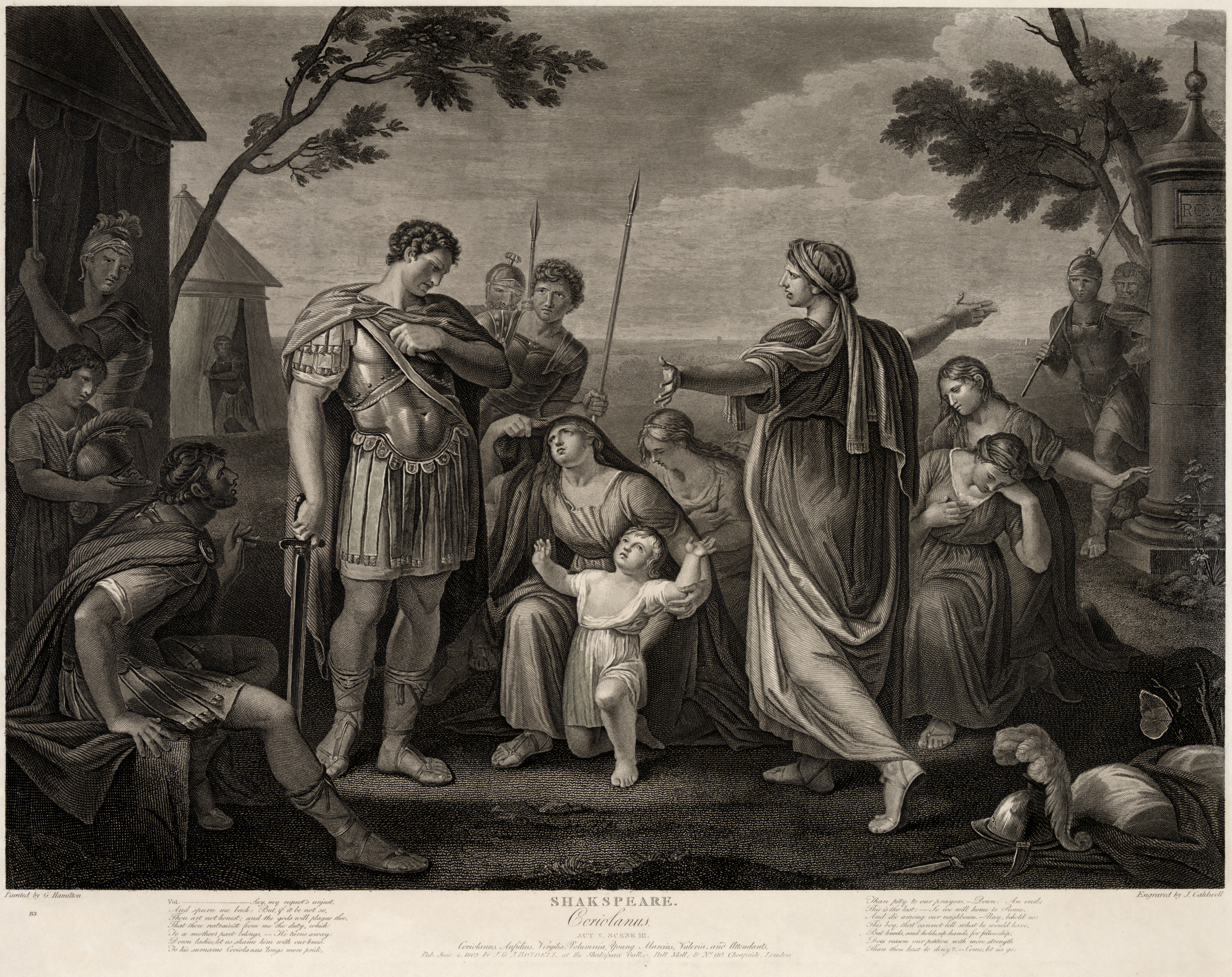
摘自《科利奧蘭納斯》第五幕，第三場，由加文·哈密尔顿所繪，詹姆斯·考德威尔所刻。

《科利奧蘭納斯》（英語：Coriolanus），英若诚译之为大将军寇流兰，是莎士比亞撰寫的一部歷史悲劇，一般認為是寫於1605年至1608年之間，講述羅馬共和國的英雄格奈烏斯·馬奇烏斯·科利奧蘭納斯，因脾氣暴躁，被逐出羅馬的故事。

## 改编作品
- 电影《英雄叛國記》（2011年）